# Republica Ungară (1918-1919)
Republica Populară Ungaria (maghiară Magyar Népköztársaság) a fost numele unei republici de scurtă durată creată după dizolvarea Imperiului Austro-Ungar, la 16 noiembrie 1918, care a proclamat independența Ungariei față de Imperiu. 
Pornită de la comitetul național controlat de coaliția partidelor social-democrat, radical, și al lui Mihály Károlyi, ea a încercat să reformeze statul, să păstreze granițele austro-ungare și să negocieze pacea cu Tripla Antantă. Confruntându-se cu imposibilitatea menținerii integrității teritoriale, a cedat puterea unei coaliții între comuniști și socialiști, care au proclamat Republica Sovietică Ungară în martie 1919. După înfrângerea acesteia din urmă în fața armatelor țărilor vecine, a reapărut pentru scurt timp în august 1919, fiind înlocuită după câteva zile de către regatul restaurat.

## Fundal
La 31 octombrie 1918, s-a format un guvern de coaliție, care controla politica republicii printr-un pact între Partidul Social Democrat, Partidul Radical și partidul lui Mihály Károlyi. Acesta din urmă, lider al aripii de stânga a independenților, prezida noul cabinet. Aceste partide au apărat apoi adoptarea unui sistem politic democratic, bazat pe dreptate socială și pe tratamentul echitabil al minorităților.
Odată ce forțele vechiului regim au fost paralizate de înfrângerea în război, revoluția a triumfat aproape fără probleme. Reprezentantul paradigmatic al acestora, contele István Tisza, a fost una dintre puținele victime ucise în timpul perioadei de revolte. Opinia publică și capitala au susținut cu o majoritate covârșitoare noul guvern al lui Károlyi. În teritoriu, revoltele au facilitat transferul puterii la consiliile revoluționare. Dreapta s-a văzut împărțită între susținătorii unei restaurări complete a vechii ordini și cei dreapta radicală, care susținea necesitatea unor reforme. Slăbite, aceste grupuri la început au încercat să găsească un modus vivendi cu noul regim.

## Guvernul Károlyi (1918-1919)

### Proclamarea republicii

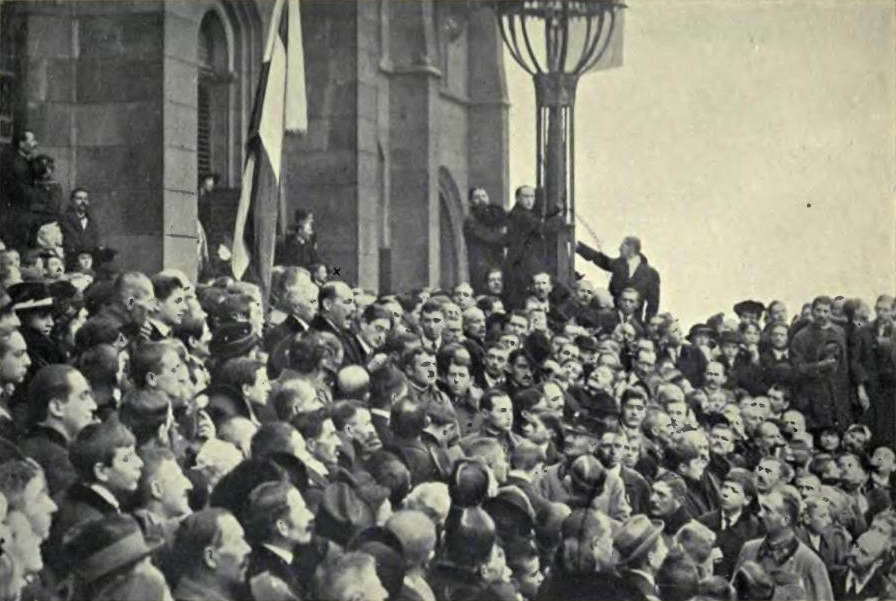
Mihály Károlyi adresându-se mulțimii de pe treptele Parlamentului, după proclamarea republicii, la.

De la început, consiliul național a cerut proclamarea republicii și abolirea dinastiei. Reprezentantul la Budapesta al împăratului austro-ungar, Carol I, rege al Ungariei, arhiducele Joseph August de Habsburg-Lorena, convins de imposibilitatea de a păstra monarhia, a purtat discuții cu monarhul, și a primit la 1 noiembrie permisiunea de a-i elibera pe Károlyi și pe miniștrii săi de jurământul lor de credință. De asemenea, acesta a hotărât că, din 13 noiembrie, va participa în afacerile politice maghiare și va accepta în prealabil forma de stat pe care populația va hotărî să o adopte. Trei zile mai târziu, pe 16 noiembrie 1918, a fost proclamată republica populară. Károlyi a fost numit președinte provizoriu, post devenit permanentă la 11 ianuarie 1919.

### Situația politică
Cu dreapta politică învinsă și temporar discreditată, conducerea guvernului a revenit stângii democrate. Timp de mai multe luni, recuperarea puterii de către conservatori părea himerică. Spre deosebire de mulți refugiați, populația se opunea, în general, continuării războiului și rezistenței armate împotriva divizării țării, și dădea prioritate reformelor sociale și economice, pe care le aștepta de multă vreme. Schimbarea de putere nu a fost însă totală; chiar dacă posturi-cheie din Armată și din administrație trecuseră în mâinile celor din noul Guvern, în ambele încă mai erau mulți susținători ai vechiului regim, care se opuneau reformelor.
În prima lună de guvernare, Kaŕolyi, văzut ca persoana ce trebuie să pună în aplicare reforme politice și economice ale diferitelor grupuri sociale, a primit sprijinul majorității acestora. Muncitorii de la orașe sperau într-o transformare socialistă; țăranii, la o profundă reformă agrară; și intelectualii, la democratizarea societății. Mai mult, ei îl priveau Károlyi ca pe singurul politician capabil să negocieze cu învingătorii și să evite o divizare totală a Ungariei. Antanta nu a recunoscut însă guvernul Károlyi și nu a satisfăcut speranțele populației a evita statutul de învinși și ocupația străină.
Speranțele de schimbare care susțineau cabinetul lui Károlyi au fost disipate de haosul postbelic. În septembrie, circa 400.000 de soldați au dezertat, și în luna următoare, acest număr a crescut. Dezertorii s-au alăturat celor 725.000 de prizonieri de război eliberați de către sovietici pe parcursul toamnei — aproape o jumătate de milion dintre ei erau din fostul regat. La sfârșitul lunii noiembrie, 700.000 de soldați s-au întors de pe front, și în decembrie, s-au demobilizat peste 1.200.000 de soldați. Haosul cauzat de aceasta, împreună cu revoltele țăranilor au obligat guvernul să se concentreze pe menținerea ordinii și pe protejarea proprietății, și să amâne reformele, ceea ce a redus susținerea de care beneficia și a favorizat dreapta. Guvernul considera esențială menținerea ordinii ca simbol al controlului puterii în fața Aliaților și pentru a evita acuzațiile de bolșevism ale statelor vecine.

### Slăbiciunile Guvernului
În curând, slăbiciunea guvernului a devenit evidentă: lipsa unei organizații de masă care să-l accepte, controlul imperfect asupra instituțiilor, lipsa unei forțe armate și de ordine loiale, și eșecul în politica externă au fost principalele puncte slabe. Károlyi nu a putut conta nici pe o administrație competentă și loială, înconjurându-se cu aventurieri, oportuniști și adversari ai noului regim. Unitățile militare care îl aduseseră la putere nu s-au unificat pentru a crea o Armată revoluționară credincioasă, ci au rămas autonome și de multe ori au contribuit la haos. Unitățile cu adevărat loiale Guvernului au fost extrem de rare. Încercările de recrutare au eșuat din cauza greutății vieții militare, a oboselii de război și a alternativelor disponibile pentru potențialii voluntari. Patru miniștri ai Apărării s-au succedat în lunile republicii populare și penultimul dintre ei, socialistul Vilmos Böhm, a reușit să creeze o armată de proletari după modelul austriac, ca răspuns la lipsa de voluntari.
Pe zi ce trecea, devenea mai clar că guvernul trebuie să aleagă între a se baza pe foștii ofițeri din Armata imperială sau pe unitățile loiale socialiștilor, singurii capabili să instruiască unități capabile să oprească haosul din perioada postbelică. Károlyi i-a ales pe aceștia din urmă, dar tot nu a reușit să-și îndeplinească obiectivul de a controla alianța.

### Încercările de acord cu minoritățile
În ciuda înfrângerii în Primul Război Mondial, mulți politicieni maghiari nu renunțaseră la ideea hegemoniei maghiare în Ungaria Mare. În toamna anului 1918, intelectualitatea s-a împărțit însă între susținătorii păstrării sistemului anterior de control politic total maghiar, și un număr tot mai mare de susținători ai reformelor.

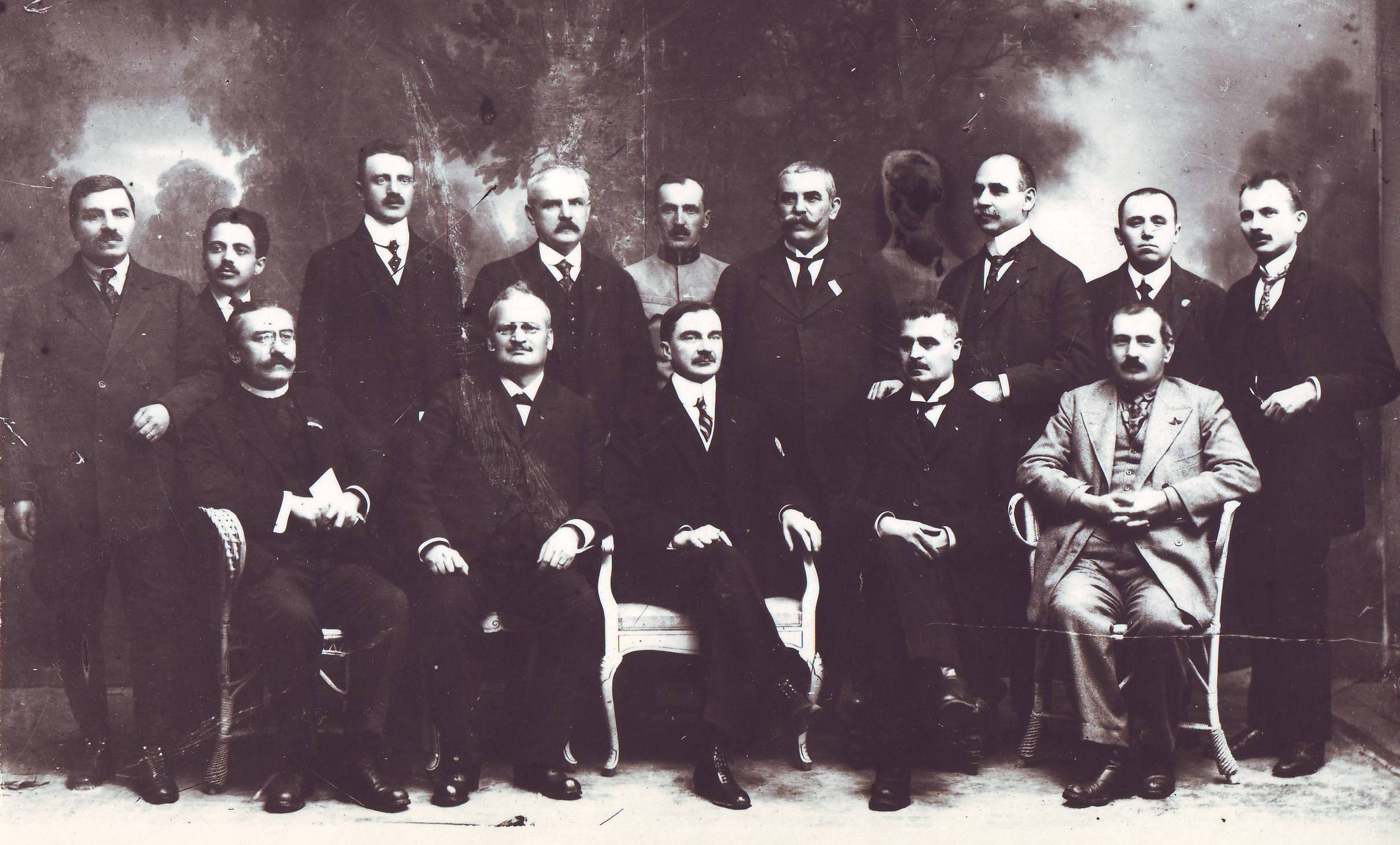
Consiliul Dirigent transilvănean, format din reprezentanți ai românilor din regiune, a continuat să controleze Transilvania. Iuliu Maniu — în centru, așezat — principal reprezentant al românilor, a refuzat să accepte propunerile lui Jászi și a cerut secesiunea și unirea cu România.

Oszkár Jászi, eminent sociolog și lider al radicalilor, a fost numit ministru al naționalităților. Susținător al federalismului, el a încercat să ajungă la un acord cu minoritățile pentru a împiedica dezmembrarea teritorială. Guvernul a încercat, prin intermediul lui Jászi, să combine respectarea drepturilor de autodeterminare cu dorința de a menține integritatea teritorială a noii Ungarii independente, deși nu-și făceau iluzii că vor reuși. Un obstacol în calea obținerii acordului a fost convingerea de supremația maghiarilor față de minorități, chiar și în rândurile celor mai reformatori politicieni. În ciuda încercării sincere a lui Károlyi și Jászi de a converti opresiunea anterioară într-o protecție a minorităților naționale, proiectul lor nu a putut să nu trădeze o anumită atitudine de paternalism la adresa acestora. În scopul de a încerca să mențină unitatea teritorială, Károlyi și-a pus speranțele și în menținerea punctelor președintelui american Woodrow Wilson, prin care spera să poată evita revendicările teritoriale excesive ale țărilor vecine. Convins că plângerile minorităților nu sunt din cauza opresiunii maghiare, ci din cauza sistemului politic depășit îmbrățișat de o parte a nobilimii și la care erau expuși similar maghiarii și minoritățile, el considera că reformele politice, sociale și culturale le vor satisface doleanțele.
Jászi, care intenționa să reformeze statul după model elvețian, s-a dus rapid la Arad pentru a începe convorbiri cu liderii naționaliști români din Transilvania, începând cu 12 noiembrie. Două zile mai târziu, principalul lider al românilor ardeleni, Iuliu Maniu, a venit și el să participe la discuții și a apărat poziția că autodeterminarea înseamnă realizarea suveranității naționale, referindu-se doar la populația de cultură românească. Restului comunităților li se promitea doar o largă autonomie culturală. Maniu știa și despre tratatul de alianță între România și Antanta, care promitea anexarea Transilvaniei, ceea ce făcea imposibil ca el să fie de acord cu delegația maghiară.
Eșecul negocierilor de la Arad a dezamăgit opinia publică maghiară, care a fost indignată. Toată presa, inclusiv cea socialistă, a clamat apărarea integrității teritoriale a Ungariei în frontierele ei austro-ungare. Masacrul de la Beliș a avut un impact negativ asupra tratativelor de la Arad fiind unul dintre motivele eșecului.
Guvernul de la Praga a intervenit și el în negocierile ulterioare ale lui Jászi cu omul politic slovac Milan Hodža⁠(d); el nu îl recunoștea pe Hodža ca reprezentant legitim al slovacilor. Între timp, trupele cehe înaintau prin teritoriul slovac, la îndemnul prim-ministrului cehoslovac Karel Kramář⁠(d), la invitația slovacilor și pentru a evita anarhia de după retragerea administrației maghiare. Negocierile lui Jászi nu au avut nicio șansă de reușită înainte de recunoașterea de către Antanta a noii republici cehoslovace, încă înainte de începutul Conferinței de Pace de la Paris.

### Criza de frontieră

Teritoriul aflat sub controlul noii republici la sfârșitul existenței sale, în primăvara anului 1919.

Guvernul Károlyi a reușit să semneze la 9 noiembrie 1918 un armistițiu cu Antanta la Belgrad. Prin acesta, se stabileau unele frontiere provizorii care trebuia să separe trupele maghiare de cele cehoslovace, românești și sârbești (în curând, iugoslave). Acestea s-au deplasat curând dincolo de liniile de demarcație, cu aprobarea comandamentului Antantei. Guvernul nu a putut avea o Armată capabilă: în parte din cauza oboselii de război după Primul Război Mondial, în parte din cauza dezorganizării interne și, de asemenea, din cauza pacifismului guvernului, nu au existat forțe armate pe care Károlyi se putea bizui să contracareze agresivitatea statelor vecine.

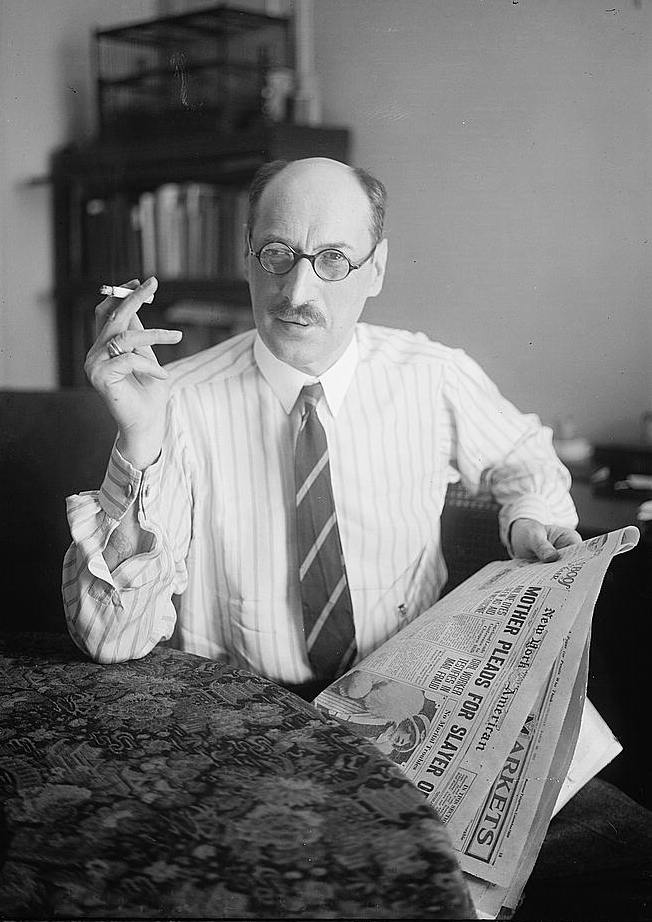
Prim-ministrul și, mai târziu, președintele republicii, Mihály Károlyi, a încercat să reformeze în profunzime noua țară și să stabilească o guvernare democratică, în timp ce încerca în zadar să mențină integritatea teritorială în vechile frontiere, învins de puternicul naționalism și de ostilitatea din partea Antantei.

În timp ce ministrul naționalităților își începea negocierile cu românii la Arad la mijlocul lunii noiembrie, administrația și Armata maghiare dispăreau din regiune, iar trupele române deja treceau Munții Carpați. Au fost create miliții naționale, iar comitetele naționale românești controlau mai multe orașe. La 1 decembrie 1918, adunarea națională a românilor din Transilvania a proclamat unirea cu România. Apoi, trupele românești au trecut Mureșul și au ocupat o parte din teritoriul care le fusese promis în acordul din 1916. Guvernul de la Budapesta a protestat. Pe 23 decembrie, colonelul Vix —reprezentantul Antantei la Budapesta— a informat cabinetul lui Károlyi de intenția acesteia de a permite ocuparea de către români a teritoriilor revendicate. În ianuarie, înaintarea românilor a încetinit.
În același timp, Guvernul a protestat și față de înaintarea trupelor iugoslave dincolo de liniile trasate în noiembrie la Belgrad.
În cele trei frontiere, atât administrația militară, cât și cea civilă (acesta din urmă, în ciuda a ceea ce era stipulat în acordul de armistițiu), au trecut în mâinile statelor ocupante. La 25 ianuarie 1919, la armistițiu s-a adăugat o anexă prin care se reitera caracterul militar, și nu politic, al frontierelor provizorii, dar în zadar.
La 25 decembrie 1918, Rutenia Carpatică și-a proclamat doar autonomia, semn al slăbiciunii politice a rutenilor, care îi împiedica să opteze pentru independență, ca și celelalte naționalități mai puternice.
Bazându-se pe recunoașterea Cehoslovaciei, Antanta a cerut evacuarea teritoriilor slovace, la care Guvernul ungar a protestat, invocând armistițiul de la Belgrad. Antanta a răspuns pe 10 ianuarie 1919, motivând că acesta era valabil numai pe fronturile de est și de sud și că granița de nord era exclusă din aplicabilitatea armistițiului. La mijlocul lunii ianuarie 1919, s-a finalizat preluarea teritoriilor slovace de către trupele cehe.

### Slăbirea și căderea Guvernului
Deja în discursul de Anul Nou, Károlyi își exprima tot mai marea deziluzie a Guvernului în fața realității dure a politicii, care a impus naționalismul ca soluție și a lăsat Ungaria în mod clar de partea înfrântă în război.
La mijlocul lunii ianuarie, proclamațiile cabinetului căzuseră în defetism și în curând atitudinea sa s-a schimbat în sensul susținerii organizării de plebiscite ca metodă de rezolvare a diferendelor teritoriale cu țările vecine. Acestea au respins propunerile. Din nou, dreapta radicală și-a intensificat atacurile asupra moderaților, care au determinat guvernul să interzică dreapta și stânga radicale: în februarie, liderii comuniști au fost arestați și a fost scoasă în afara legii o asociație de extremă dreapta. Din cauza nehotărârii sale și a neputinței de a organiza și prezenta un program atractiv pentru majoritatea populației, dreapta radicală nu a putut profita de slăbiciunea guvernului, spre deosebire de comuniști, mult mai puțini, dar mai bine organizați și cu obiective mai larg susținute.
În martie, guvernul Károlyi și aliații săi din revoluția din octombrie și-au pierdut complet iluziile, și deja, pe 2 martie, președintele Károlyi — numit în funcție la 10 ianuarie 1919— evalua posibilitatea de a încerca să elibereze țara prin forță, având în vedere eșecul negocierilor succesive. Lipsa forțelor armate și dezordinea internă au făcut ca această idee să fie abandonată. Intelectualitatea și proletariatul, radicalizate de greutățile războiului și de ritmul lent al reformelor, sprijineau guvernul cu din ce în ce mai puțin entuziasm. Țărănimea, lipsită de mult-așteptata reformă agrară⁠(d) și reprimată uneori dur, și-a pierdut și ea speranțele în Károlyi. Situația s-a radicalizat, a crescut puterea extremei stângi și a extremei drepte, și Guvernul a fost slăbit de eșecurile sale în politica externă și de lipsa de reforme interne.
Pe 20 martie, colonelul Vix a introdus o nouă cerință⁠(d) sub formă de ultimatum: trupele maghiare trebuia să se retragă la o nouă linie de demarcație cu România, favorabilă acesteia din urmă. Ambele Armate aveau să fie separate printr-o zonă neutră, care cuprindea și zone majoritar maghiare, cum ar fi orașele Debrețin și Seghedin. Nemaiputând accepta o nouă cedare teritorială, Guvernul a predat puterea unei coaliții între comuniști și socialiști, care au proclamat Republica Sovietică Ungară a doua zi.

## Guvernele provizorii (1919-1920)
După înfrângerea Republicii Sovietice Ungare, la 1 august 1919, guvernul a trecut în mâinile sindicaliștilor social-democrați, care au format un cabinet în frunte cu Gyula Peidl. Peidl aspira la restabilirea democrației în Ungaria, și a anulat decretele revoluționarilor. Situația era delicată: puterile Aliate nu-l recunoșteau, populația îl întâmpina cu ostilitate și unitățile românești erau la porțile capitalei. După câteva zile, pe 6 august, și deja cu o jumătate de capitală în mâinile Armatei române — pe care aceasta o ocupase în ciuda dorinței Aliaților— un grup de contra-revoluționari a răsturnat Guvernul lui Peidl. Includerea de elemente burgheze, într-o încercare de a-i liniști pe Aliați nu a dus la nimic.
István Friedrich, care a participat la Guvernul republicii în timpul perioadei Károlyi, a preluat președinția Consiliului de Miniștri, în timp ce arhiducele Joseph August de Austria, văr îndepărtat al fostului împărat, a ocupat funcția de șef al statului.